# Thierry d'Anhalt-Dessau
Thierry d'Anhalt-Dessau, né à Dessau le 2 août 1702 et mort dans la même ville le 2 décembre 1769, est un prince de la maison d'Anhalt, fils de Léopold Ier d'Anhalt-Dessau et d'Anne-Louise Föhse. Il fut régent de la principauté d'Anhalt-Dessau de 1751 à 1758. Il est également un général de l'armée prussienne.

## Biographie
Thierry est le troisième fils de Léopold Ier (1676-1747), prince d'Anhalt-Dessau depuis 1693, et de son épouse morganatique Anna Louise Föhse (1677-1745), élevée au titre de princesse en 1701. Son père était un important général de l'armée prussienne au service du « Roi-Sergent » Frédéric-Guillaume Ier et de son successeur Frédéric II.
À l'âge de quatorze ans, il a commencé sa carrière militaire en adhérant aux forces armées des Provinces-Unies avec le grade de capitaine. Deux ans plus tard il rejoint le régiment de son père au sein de l'armée prussienne revêtant le grade de lieutenant-colonel. Pendant la guerre de Succession de Pologne, en 1734, il se trouve avec les troupes du prince héritier Frédéric sur les lieux de la confrontation sur le Rhin. L'année suivante, il était présent quand le prince Eugène va diriger sa dernière campagne.
Nommé major général en 1738, il a combattu durant la première guerre de Silésie. Il s'est distingué dans la bataille de Mollwitz le 10 avril 1741 et il a accumulé des distinctions lors de la conquête de Brieg et Neisse. Le 26 octobre 1741, il a reçu l'ordre de l'Aigle noir des mains de Frédéric II ; l'année suivante, il conduisit ses troupes jusqu'à la Moravie et la Haute-Silésie. Pendant la seconde guerre de Silésie, il prit part à la bataille de Hohenfriedberg, le 4 juin 1745. En témoignage de ses services, il a été nommé General der Infanterie en 1745 et Generalfeldmarschall en 1747.
Revenu à Dessau, l'introduction de la primogéniture dans la principauté en 1727 ne laisse à Thierry aucune chance de prendre part au gouvernement. Parce que son frère aîné, le prince héréditaire Guillaume-Gustave, est déjà mort avant son père, le deuxième frère, Léopold II Maximilien, hérite du titre princier et du gouvernement d'Anhalt-Dessau. Après la mort de ce dernier en 1751, la succession passe à son fils de onze ans, Léopold III Frédéric François. Thierry est régent, au nom de son neveu jusqu'en 1758, lorsque Léopold III est proclamé un adulte et assume le gouvernement de sa principauté.
Thierry ne s'est pas marié et n'a pas d'enfants. Plus tard, son palais à Dessau abrite une école progressive, la Philanthropinum fondée par Johann Bernhard Basedow en 1774.